# Transferoviar Grup

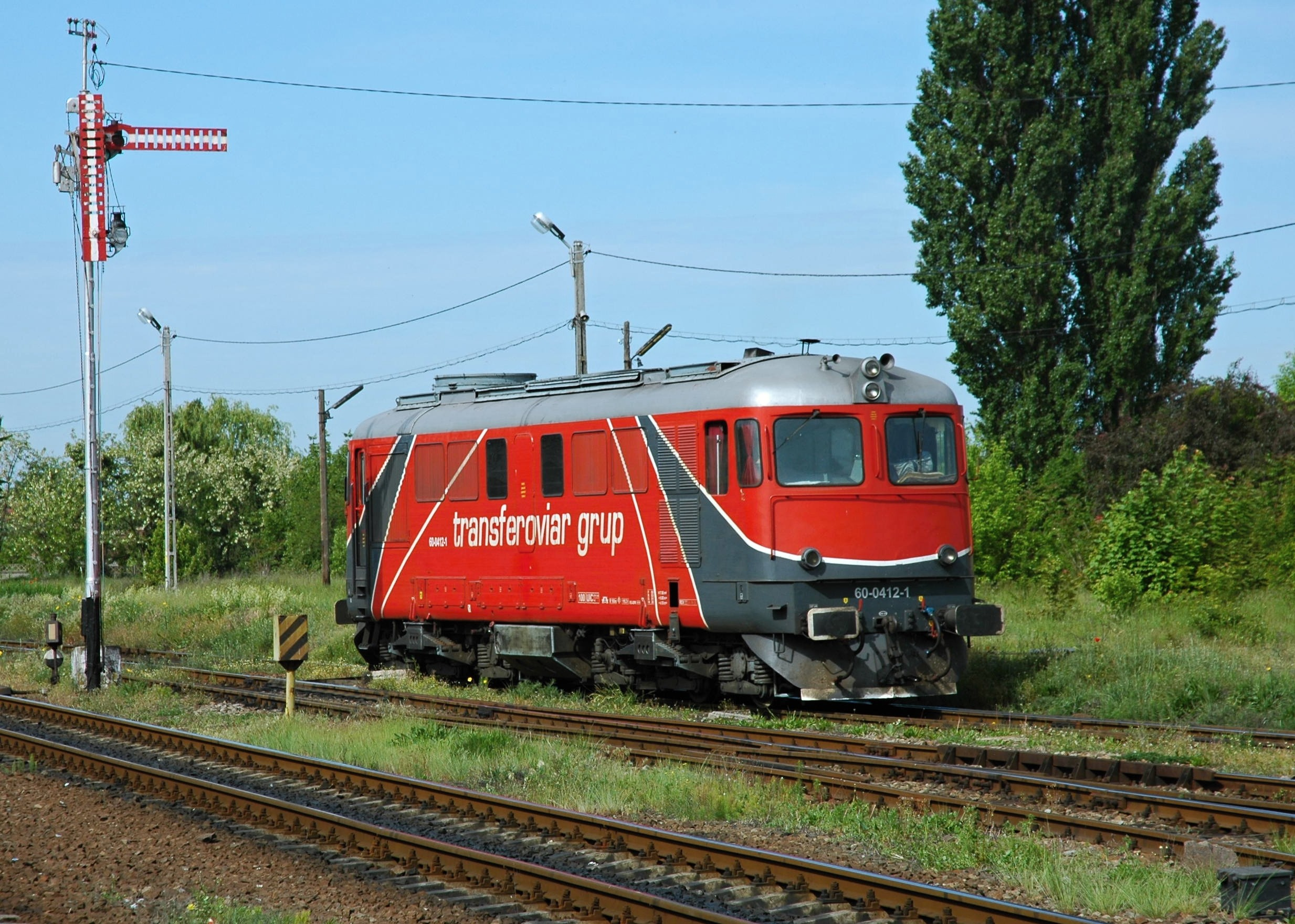
Locomotivă 60-0412 TFG

Transferoviar Grup (TFG) este o companie feroviară privată înființată în 2003, având subsidiara Transferoviar Călători (TFC) care efectuează operațiuni de transport de călători începând cu 2010, operând doar transporturi de mărfuri până atunci. Compania este deținută de omul de afaceri Călin Mitică.

## Transport de călători

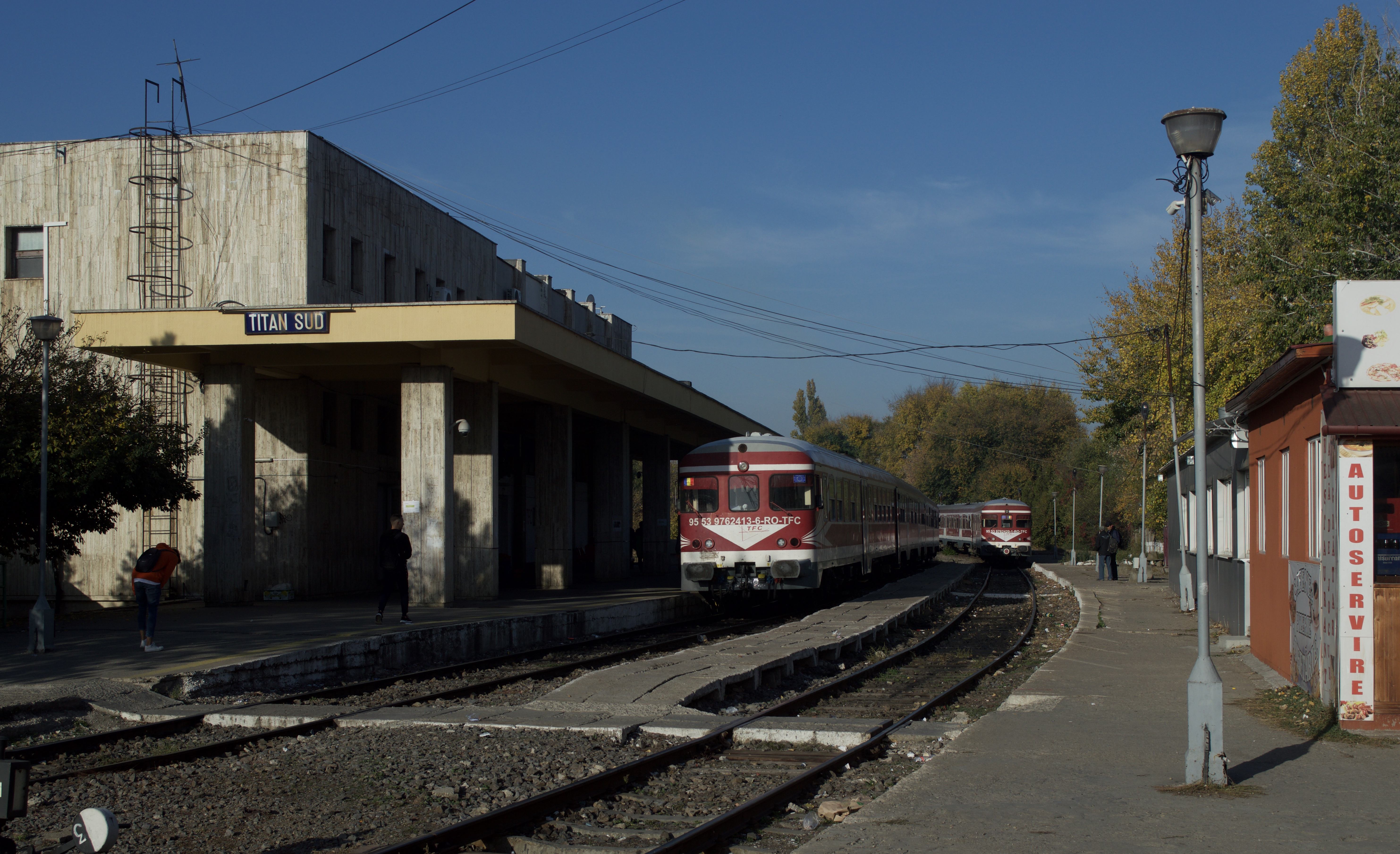
Automotoare de tip VT-624 în gara Titan Sud.

Începând cu luna martie 2010, Transferoviar Grup avea să își extindă activitățile de la transport de marfă la transport de călători. Această extindere a fost motivată de o criză economică care afecta transportul de marfă. Inițial, aceste transporturi de călători au fost operate de însuși Transferoviar Grup, urmând ca aceste operațiuni să fie administrate de subsidiara Transferoviar Călători care încă aștepta aprobare de la Asociația Feroviară Română.

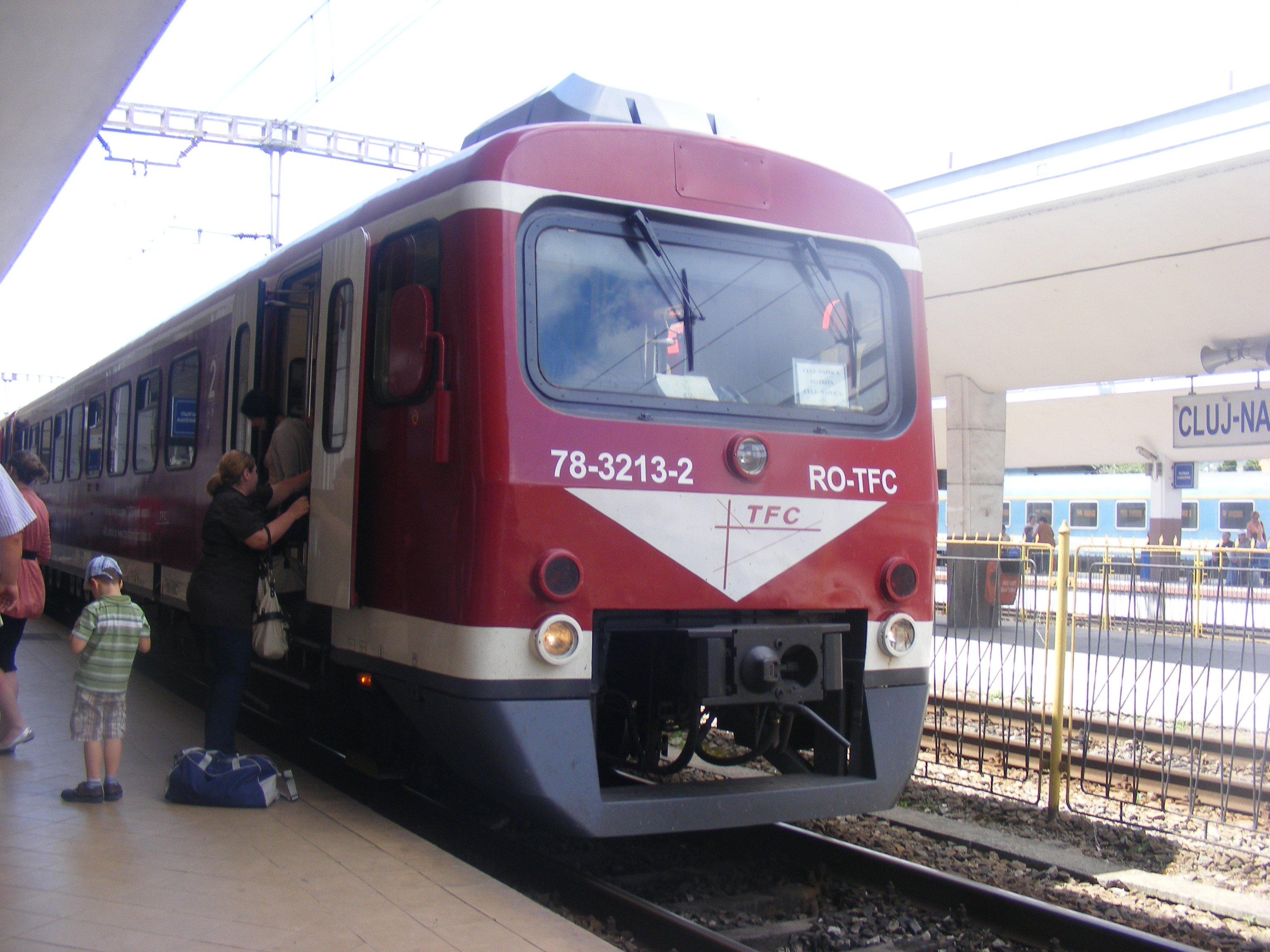
Automotor Wadloper (Olanda) în gara Cluj

Compania a participat la o licitație de căi ferate, organizată de Căile Ferate Române deoarece liniile puse la licitație nu aduceau profit pentru CFR, Transferoviar Grup câștigând ulterior două rute de transport pe linii neinteroperabile, mai exact liniile Berca - Buzău și Oradea - Băile Felix - Holod, compania având planuri de extindere a rutelor.
În iunie 2011, Transferoviar Grup le-au fost restricționat accesul la utilizarea căilor ferate de către CFR S.A datorită datoriilor acumulate de 3,5 milioane de lei. Această restricție a fost pusă în vigoare și pentru alți doi operatori feroviari Regiotrans și Grup Transport Feroviar. CFR S.A. comentează faptul că această restricție a fost impusă din pricina faptului că operatorii feroviari nu își plăteau datoriile la solicitarea CFR S.A. Datoriile au fost ulterior achitate iar Transferoviar Grup și-a reluat activitatea.

## Rute
În prezent, compania operează pe următoarele rute:
| Rută                                           | Distanță | Remarci |
| ---------------------------------------------- | -------- | --- |
| București Nord - Buzău                         | 128 km   | |
| București Nord - Galați                        | 230 km   | |
| București Nord - Ploiești Sud - Slănic Prahova | 103 km   | |
| București Nord - Târgoviște - Pietroșița       | 115 km   | Circulă începând cu data de 15.10.2015. De la data de 16.11.2024, transportul de călători și de marfă a fost închisă pe traseul Doicești - Pietroșița din cauza acumulării de gaz la căile ferate din zona fabricii Soceram din Doicești. La data de 21.03.2025, s-a redeschis linia pentru transportul de marfă, transportul de călători rămânând închis până la soluționarea problemei de gaz. |
| București Nord - Nehoiașu                      | 212 km   | |
| București Nord - Constanța                     | 225 km   | Circulă doar ca sezonier în perioada Iunie - August. |
| București Nord - Roșiori Nord                  | 100 km   | Circulă începând cu data de 14.12.2020. |
| București Nord - Lehliu - Fetești              | 147 km   | Circulă începând cu data de 01.01.2021. |
| Buzău - Nehoiașu                               | 73 km    | |
| Buzău - Mangalia                               | 250 km   | Circulă doar ca sezonier în perioada Iunie - August. |
| Buzău - Constanța                              | 207 km   | Circulă doar ca sezonier în perioada Iunie - August. |
| Cluj Napoca - Târgu Mureș                      | 128 km   | Circulă începând cu 13.12.2020, doar în zilele de vineri și duminică. |
| Cluj Napoca - Baia Mare                        | 193 km   | Circulă începând cu 13.12.2020, doar în zilele de vineri și duminică. |
| Cluj Napoca - Alba Iulia                       | 121 km   | Circulă începând cu 13.12.2020, doar în zilele de vineri și duminică. |
| Galați - Bârlad                                | 109 km   | |
| Oradea - Cluj Napoca                           | 152 km   | |
| Ploiești Sud - Măneciu                         | 51 km    | |
| Ploiești Sud - Târgoviște                      | 52 km    | |
| Titan Sud - Oltenița                           | 60 km    | |

## Trenuri
| Tip                             | Număr vagoane | Imagine | Țară origine | Viteză maximă |
| ------------------------------- | ------------- | ------- | ------------ | ------------- |
| DH2 (Wadloper)                  | 2             |         | Olanda       | 100km/h       |
| VT624                           | 3             |         | Germania     | 100km/h       |
| VT614                           | 3             |         | Germania     | 120km/h       |
| ADH11                           | 3             |         | România      | 120km/h       |
| VT643.2 (Bombardier Talent)     | 2             |         | Germania     | 100km/h       |
| VT648.2 (Alstom Coradia LINT41) | 2             |         | Germania     | 120km/h       |

## Cifre de afaceri
- 2019: 110 milioane lei (1,5 milioane lei profit).
- 2018: 100 milioane lei (7,7 milioane lei pierderi).
- 2017: 94 milioane lei (14 milioane lei pierderi).
- 2016: 97 milioane lei (2,7 milioane lei pierderi).
- 2015: 92 milioane lei (871 mii lei profit).
- 2014: 81 milioane lei (2,3 milioane lei profit).
- 2013: 63 milioane lei (2 milioane lei profit).
- 2012: 56 milioane lei (1,8 milioane lei profit).
- 2011: 36 milioane lei (1,4 milioane lei profit).

## Număr de angajați
- 2019: 391.

- 2018: 398.

- 2017: 387.

- 2016: 287.

- 2015: 243.

- 2014: 239.

- 2013: 232.

- 2012: 196.[8]